# Università di Sunderland
L'Università di Sunderland (University of Sunderland) è un'università pubblica di ricerca situata a Sunderland, in Inghilterra. 

## Storia
L'Università di Sunderland venne edificata nel 1901 ed era originariamente un istituto municipale che prendeva il nome di Sunderland Technical College. Negli anni venti, il college istituì i dipartimenti di farmacia e architettura navale. Il 26 gennaio 1969 venne fondato il Sunderland Polytechnic. In seguito al Further and Higher Education Act del 1992, il Sunderland Technical College si guadagnò lo status di università. L'Università di Sunderland presenta altre due sedi situate a Londra e ad Hong Kong, e conta circa ventimila studenti.